# Andrea Casiraghi
Andrea Albert Pierre Casiraghi (* 8. června 1984, Monte Carlo, Monako) je nejstarší syn monacké princezny Caroline a italského sportovce a obchodníka Stefana Casiraghiho. Po jeho matce je druhý v pořadí (celkově čtvrtý) na monacký trůn.

## Dětství
Narodil se 8. června 1984 ve 22:40 v Nemocničním centru kněžny Grace v Monte Carlu a jméno dostal po příteli svého otce. Jeho kmotry byla teta princezna Stéphanie a strýc Marco Casiraghi. Má dva mladší sourozence Charlotte a Pierra, a mladší nevlastní sestru, princeznu Alexandru Hannoverskou.
Jeho otec zahynul při lodním neštěstí, když mu bylo šest let.

## Vzdělání
Vystudoval mezinárodní střední školu v Paříži. Poté pokračoval ve studiu na American University of Paris, kde získal v roce 2006 bakalářský titul v oborech výtvarné umění a mezinárodní vztahy. Mluví plynně francouzsky, anglicky, italsky a německy.

## Soukromý život
Od roku 2007 žije v New Yorku. Ve volném čase jezdí na koni, lyžuje, hraje fotbal a také na kytaru. V roce 2002 byl zařazen na seznam 50 nejkrásnějších lidí světa podle časopisu People. Jeho přítelkyní je od roku 2004 Tatiana Santo Domingo. Seznámili se na lyceu v Paříži. Dne 21. března 2013 Tatiana Santo Domingo porodila Casiraghiho syna Sashu. V září 2013 se vzali. Jejich syn Sasha se díky sňatku dostal na třetí místo v linii následnictví monackého trůnu, hned za svého otce.